# Брюс, Кейт
Кейт Брюс (англ. Kate Bruce; 17 февраля 1860 — 2 апреля 1946, Нью-Йорк) — американская актриса эпохи немого кино.

## Биография
Кейт Брюс родилась в штате Индиана, начала театральную карьеру. В 1908 году, в возрасте 48 лет, актриса снялась в вестерне «Борьба за свободу», который поставили режиссёры Уоллес Маккатчен младший и Дэвид Гриффит.
В дальнейшем она снялась в общей сложности в 292 фильмах. Актриса стала частью команды актёров, которые регулярно работали с Гриффитом. Почти все фильмы, в которых актриса снялась в главных ролях являются немыми.
Актриса закончила свою карьеру в кино в 1931 году, снявшись (без указания в титрах) в последнем фильме Гриффита «Борьба».
Кейт Брюс умерла в Нью-Йорке 2 апреля 1946 года в возрасте 86 лет.

## Избранная фильмография
| Год  |     | Русское название    | Оригинальное название      | Роль                 |
| ---- | --- | ------------------- | -------------------------- | -------------------- |
| 1909 | кор | Спекуляция пшеницей | A Corner in Wheat          | женщина в лавке      |
| 1910 | кор | Всё из-за молока    | All on Account of the Milk | мать молодой женщины |
| 1910 | кор | Два брата           | The Two Brothers           | мать                 |
| 1911 | кор | Её пробуждение      | Her Awakening              | мать                 |
| 1911 | кор | Битва               | The Battle                 | горожанка            |
| 1912 | кор | Любительница румян  | The Painted Lady           | мать                 |
| 1912 | кор | Нью-йоркская шляпка | The New York Hat           | миссис Гудхью        |
| 1920 | ф   | Путь на Восток      | Way Down East              | миссис Бартлетт      |